# Konrad Herrmann (Regisseur)
Konrad Herrmann (* 16. November 1948 in Bautzen) ist ein deutscher Regisseur und Produzent.

## Leben
Herrmann erhielt als 24-Jähriger sein Regie-Diplom an der Hochschule für Film und Fernsehen Potsdam-Babelsberg (HFF). Zwischen 1979 und 1982 war er Meisterschüler an der HFF bei dem Regisseur Rainer Simon. Während dieser Zeit entstand der Spielfilm Rublak – Die Legende vom vermessenen Land nach einer Erzählung des sorbischen Schriftstellers Jurij Koch. Der Film kam allerdings nur in zensierter Form in die Filmkunsttheater der DDR.
In den Jahren 1976 bis 1985 war Konrad Herrmann Regisseur beim Fernsehen der DDR. 1986 wechselte er aufgrund von Repressalien in das DEFA-Studio für Dokumentarfilme. Ab 1994 arbeitete er als freischaffender Regisseur und Autor für ARD und ZDF. 1997 gründete Herrmann die Film- und Fernsehproduktionsfirma HerrmannFilm Berlin.
Unter seiner Regie entstanden sechzig Filme, darunter ein Spielfilm, Dokudramen, Dokumentarfilme und Reportagen. Zeitweilig arbeitete er auch als Musical-Regisseur am Theater. Konrad Herrmanns Filme wurden auf Festivals in Berlin, Leipzig, Kraków, Moskau, Washington, Oberhausen, Bornholm, Budapest, Neubrandenburg, Tübingen und Köln gezeigt. Herrmann wurde mehrfach ausgezeichnet: Herbert-Quandt-Medien-Preis, Deutscher Wirtschaftsfilmpreis 1. Klasse, Medienpreis der Natur-Energie AG, ITVA Award Bronzene Pyramide.
Konrad Herrmann hat zwei Kinder und lebt in Berlin.

## Filmografie
- 1972 Struga-Bilder einer Landschaft (Filmessay, 30 Min), über die Zerstörung einer Kultur
- 1976 Kontinent Hoffnung (Dokudrama, 30 Min), über die wundersame Reise des Malers in den Kaukasus
- 1982 Rublak – Die Legende vom vermessenen Land (Spielfilm) nach der Erzählung Landvermesser von Jurij Koch
- 1986 Alltag der Träume (Experimentalfilm, 30 Min), über den Dichter E.T.A. Hoffmann
- 1987 Rügenbahn-Ballade (Filmessay, 30 Min), über die kleine Eisenbahn auf der Insel Rügen
- 1988 Lieb Georg (Dokudrama, 80 Min), über Georg Büchner
- 1989 Die Angst und die Macht (Dokudrama, 70 Min), über den Schriftsteller Johannes R. Becher
- 1991 Honeckers Zeremonienmeister (Dokumentarfilm, 45 Min. SFB), über Honeckers letzten Protokollchef
- 1992 Das Foto wird schreien (Filmcollage, 45 Min. ZDF), über den Fotomonteur John Heartfield
- 1993 Die Amputation (Dokudrama, 70 Min., BR), über ein Ereignis im DDR-Schriftstellerverband
- 1993 Das brennende Wasser von Wilthen (Feature, 30 Min. MDR), über die Weinbrennerei Wilthen Preis: Deutscher Wirtschaftsfilmpreis 1993
- 1993 Leben gegen die Zeit (Dokumentarfilm, 45 Min., BR/MDR), über das Leben der Sorben in der Lausitz
- 1993 Dort, wo die Sonne schnell versinkt (Dokumentarfilm, 30 Min., MDR), über die Missionare der Herrnhuter Brüdergemeine in Tansania
- 1994 Der verbotene Händedruck (Dokumentarfilm, 45 Min., NDR/BR), Deal zwischen Häftling und Wärter im Stasi-Gefängnis Bautzen II
- 1994 Der Einsame von Röcken (Dokudrama, 45 Min., MDR/WDR), über Friedrich Nietzsche, Darsteller: Martin Trettau
- 1995 Sieg über den Hass (Dokumentarfilm, 30 Min. MDR), über den letzten Afrikaner in Hoyerswerda
- 1995 Spuren einer Leidenschaft (Musikfilm, 30 Min. DW), über die Orgelmacher Andreas und Gottfried Silbermann
- 1997 Solo für Fünf (Musikfilm, 45 Min. MDR), über die Günther Fischer-Jazzband
- 1997 Eine Orgel für Tokio (Dokumentarfilm, 30 Min. DW/DR), über den Bau einer besonderen Orgel in Tokio, Preis: Herbert Quandt Medienpreis 1998, Deutscher Wirtschaftsfilmpreis 1998 1. Klasse
- 1998 Ein Altrocker in Amt und Würden (Dokumentarfilm, 45 Min. BR), der Bautzner Oberbürgermeister in der BR-Reihe Lebenslinien
- 2000 Glut unter der Asche (Filmessay, 45 Min ZDF), 2. Teil des ZDF Mehrteilers zum Thema 2000 Jahre Christentum
- 2000 Der Graf von Z. (Dokudrama, 30 Min. WDR), Nachdenken über Nikolaus von Zinzendorf
- 2002 Die Schwarzburger (Dokudrama 45 Min. MDR), aus der Reihe: Geschichte Mitteldeutschlands
- 2002 Wind macht Arbeit (Reportage, 30 Min. MDR), über den Bau der größten Windkraftanlage der Welt Preis: Medienpreis der Natur – Energie AG
- 2003 Polizeipastor Kein Amt für zarte Seelen (Reportage, 30 Min NDR), für die Reihe ARD exclusiv
- 2004 Jetzt oder Nie – Die Grenzgänger von Sopron (Filmessay, 30 Min ZDF), für die Sendereihe 37 Grad
- 2004 Im Unruhestand (Reportage, 30 Min MDR), Mit 70 Jahren in Bolivien
- 2005 Bautzen im Land der Sorben (Feature, 45 Min. MDR), für die ARD Sendereihe Bilderbuch Deutschland
- 2006 Ströbecker Europafieber (Reportage, 30 Min. MDR), Preis: ITVA Award Bronzene Pyramide
- 2007 Der Soldat und das Baby – Geburtshilfe mitten im Krisengebiet (Dokumentarfilm, 30 Min. ZDF), für die Sendereihe: 37 Grad
- 2008 Not am Mann? (Feature, 30 Min. MDR), nominiert: Mitteldeutscher Medienpreis
- 2009 Einsatz bei Randale. Unterwegs mit der Elitepolizei (Reportage, 30 Min. NDR), eine Polizeielitetruppe im Einsatz
- 2010 Produkt Staatskind (Reportage, 30 Min. ZDF)
- 2010 Männer, Frauen, Gendercheck (Reportage, 30 Min. MDR)
- 2011 Zeitreise nach Pergamon (Reportage, 30 Min. rbb)
- 2011 Blind, schnell, erfolgreich (Reportage, 30 Min. MDR)
- 2012 Mala will es wissen (Reportage, 15 Min. ZDF)
- 2012 Fahrschule für Angsthasen (Reportage, 30 Min. rbb)
- 2015 Lachen mit dem Bestatter (Reportage, 30 Min. NDR)